# IC 870
IC 870 ist eine Spiralgalaxie vom Hubble-Typ Sc im Sternbild Haar der Berenike am Nordsternhimmel. Sie ist schätzungsweise 293 Millionen Lichtjahre von der Milchstraße entfernt und hat einen Durchmesser von etwa 60.000 Lichtjahren.
Im selben Himmelsareal befinden sich u. a. die Galaxien IC 864, IC 866, IC 867, IC 868.
Das Objekt wurde am 22. April 1889 von US-amerikanischen Astronomen Lewis Swift entdeckt.